# Gretas
Gretas Bar & Nattklubb är ett nöjesställe i Göteborg, med inriktning mot HBTQ-personer som publik, som etablerades 1997. Det har tagit sitt namn från Greta Garbo som var ena grundarens, Aslan Eks, favoritskådespelare. Det började med att Aslan Ek skapade klubben Garbo med sin syster, och efter att de sålt den startade de krogen Gretas Bar och Kök med Aslan Eks sambo Wilson. Den byggdes sedan ut till en nattklubb med två dansgolv.
Gretas nattklubb, Matahari, har fått sitt namn efter Greta Garbofilmen Mata Hari. Den är relativt svensk med därtillhörande musikutbud såsom schlager, disco, 70-80-tal och även house och R&B på andra våningen. Flera hbtq-ikoner, bland andra Anna Book, Arja Saijonmaa och Baccara, har stått på scenen. Tre gånger (2000, 2004 och 2007) har Gretas belönats med Gaygalans Göteborgspris, och 2017 fick de priset för Årets klubb.